# 海门耶稣圣心堂
海门耶稣圣心堂是位于江苏省海门市复兴街93号的一座天主教堂，曾是天主教海门教区的主教座堂。
1854年，法国耶稣会神父李修方创建海门耶稣圣心堂。1926年海门教区成立后，作为主教座堂，次年进行了扩建。中式木结构，坐西朝东，建筑面积300平方米。
文革期间关闭。1981年海门耶稣圣心堂经整修后恢复开放。1988年列为县级文物保护单位。